# Aleksej Aleksandrovitj av Ryssland
Aleksej Aleksandrovitj av Ryssland, född 2 januari (g.s.) / 14 januari (n.s.) 1850 i Sankt Petersburg, död 1 november (g.s.) / 14 november (n.s.) 1908 i Paris, var en rysk storfurste. Han var son till tsar Alexander II av Ryssland. Han gjorde militär karriär, utnämndes 1883 till generalamiral och hade en framgångsrik karriär fram till att han begick misstag under rysk-japanska kriget som ledde till hans avskedande 1905. 